# Notre étrangère
Pour plus de détails, voir Fiche technique et Distribution.
Notre étrangère est un film franco-burkinabé réalisé par Sarah Bouyain, sorti en 2011.

## Synopsis
Après le décès de son père, Amy, une jeune métisse vivant en région parisienne, décide de revenir à Bobo-Dioulasso au Burkina Faso, pour chercher sa mère dont elle a été séparée à l'âge de 8 ans. Elle ne revoit que sa tante Acita. Entourée d'une cour familiale aussi rassurante qu'étouffante, Amy va et vient dans une ville où elle perd ses repères.

## Fiche technique
- Titre : Notre étrangère
- Réalisation : Sarah Bouyain
- Scénario : Sarah Bouyain et Gaëlle Macé
- Directeur de la photographie : Nicolas Gaurin
- Musique : Sylvain Chauveau
- Montage : Valérie Loiseleux et Pascale Chavance
- Sociétés de production : Athénaïse, Abissia Productions
- Pays :  France,  Burkina Faso
- Langue originale : dioula, français
- Format : couleur - 1.85:1 - 35 mm
- Genre : comédie dramatique
- Durée : 1h22 minutes
- Date de sortie : 22 février 2011

## Distribution
- Dorylia Calmel : Amy
- Assita Ouedraogo : Mariam
- Blandine Yaméogo : Acita
- Nathalie Richard : Esther
- Nadine Kambou Yéri : Kadiatou
- Jérôme Sénélas : Elliot
- Djénéba Koné : Awa
- Dominique Reymond : Marie